# 중소기업중앙회
중소기업중앙회(中小企業中央會, 영어: Korea Federation of Small and Medium Business, Korea Federation of SMEs)는 중소기업의 경제적 지위 향상과 국민경제의 균형발전을 위하여 1962년 5월 14일에 설립된 경제단체로 경제5단체 중 하나이다. 서울특별시 영등포구 여의도동 16-2에 위치하고 있다.

## 설립 근거
- 중소기업협동조합법 제103조[1]

## 주요 사업
- 중소기업 조사연구 및 정책건의
- 협동조합 조직화와 공동사업 추진지원
- 중소기업 사업영역 보호
- 대·중소기업 협력
- 중소기업 공제사업기금 운용
- 중소기업 판로지원 및 수출촉진
- 중소기업 세계화 지원
- 중소기업 인력 지원
- 중소기업 정보화 지원
- 중소기업에 대한 교육연수 및 경영정보 제공
- 중소기업 제조물책임(PL)제도 지원
- 기타 중소기업 지원

## 연혁
- 1961년 12월 중소기업협동조합법 제정, 공포
- 1962년 5월 14일 중소기업협동조합중앙회 설립
- 1974년 6월 대구, 경북지회 개설(현재 전국 13개 지회 개설)
- 1984년 1월 중소기업공제기금 설치
- 1987년 3월 중소기업회관 준공
- 1993년 7월 중소기업연구원 설립
- 1994년 1월 외국인연수협력단 설립
- 1997년 4월 중소기업인력개발원 개원
- 2003년 4월 대구중소기업제품전시판매장 개장
- 2004년 7월 원주, 안산출장소 설치(현재 5개 출장소)
- 2006년 8월 중소기업중앙회로 명칭변경

## 조직

### 중소기업중앙회장
- 비서실
- 감사
  - 감사실
    - 감사팀
    - 청렴문화팀

### 상근부회장
- 일자리정책사무국

#### 경영지원본부
- 전략기획실
  - 예산팀
- 인사부
- 총무회계부
  - 회계팀

#### 경제정책본부
- 정책총괄실
- 상생협력부
  - 기업승계지원센터
- 조사연구부

#### 회원지원본부
- 조합정책실
  - 공동사업팀
- 판로지원부
  - 공공구매정보센터
- 단체표준국
- 서울지역본부
- 부산울산지역본부
  - 울산지부
- 대구경북지역본부
- 광주전남지역본부
- 대전세종충남지역본부
  - 천안지부
- 인천지역본부
  - 부천지부
- 경기지역본부
  - 안산지부
- 강원지역본부
  - 원주지부
- 충북지역본부
- 전북지역본부
- 경남지역본부
- 경기북부지역본부
- 제주지역본부

#### 산업통상본부
- 산업벤처정책실
- 제조뿌리산업부
- 소상공인유통산업부
- 통상협력부
  - 통일경제정보팀해외사무소
- 무역촉진부

#### 인력지원본부
- 인력정책실
  - HRD 센터
- 외국인력지원부
  - 취업교육팀

#### 공제사업단

##### 노란우산공제사업본부
- 노란우산기획실
- 노란우산마케팅부
- 노란우산운영부
- 노란우산서비스부

##### 공제사업본부
- 공제기금실
- 보증공제부
  - 보증심사팀
- 법무지원부

##### 대외협력단
- 홍보실
- 협력지원부
  - 사회공헌팀
- 편집국

## 같이 보기
- 중소기업청
- 경제5단체
- 전국경제인연합회
- 대한상공회의소
- 한국무역협회
- 한국경영자총협회